# NA-2523
La  NA-2523  es una carretera local perteneciente a la Red de Carreteras de Navarra que se inicia en PK 22,26 de N-121-A y termina en Lantz. Tiene una longitud de 1,71 kilómetros.